# Клајв Синклер
Сер Клајв Марлс Синклер (енгл. Clive Marles Sinclair; 30. јул 1940 — Лондон, 16. септембар 2021) био је британски предузетник и проналазач првог танког џепног калкулатора (Sinclair Executive) и рачунара ZX80, ZX81 и ZX Spectrum крајем 1970-их и почетком 1980-их. Рачунар ZX80 је био први британски кућни рачунар за масе који се продавао по цени испод 100 фунти. Синклер је био фасциниран електроником и минијатуризацијом још од тинејџерских дана. Године 1961. је основао Синклер Радионикс пошто је неколико година радио као уредник часописа Practical Wireless и Instrument Practice.